# 天涼好個秋
《天涼好個秋》為1980年出品，由李行擔任出品人、大眾電影公司發行的台灣電影。陳坤厚擔任導演，侯孝賢則擔任副導演及編劇。本片在淡水河畔、台中市松鶴部落取景，並且不吝以鏡頭關愛周遭環境的人事物，創造出質樸寫實的氛圍。整體風格清新，與70年代最流行的三廳電影不同，可以看出本作具備日後台灣新電影的特質。兩年後，陳坤厚便與侯孝賢、許淑真、張華坤等人合組萬年青電影公司，台灣新電影運動於焉開始。

## 劇情概要
程偉是一個家住淡水河邊的夜間部大學生，在家兄代母職照顧弟妹。與女孩安妮（何莉文）三番兩次巧遇。一次安妮在河邊想要自殺被救起，拜託程偉不問原由陪她去墮胎，程偉正直、體貼的舉動讓安妮很感動，墮胎後安妮便住在程偉家休養，與程偉一家相處愉快。
一日安妮總算吐露實情：自己因為父親經商失敗，休學到酒廊上班，而她在男友羅平遠赴美國深造沒多久便發現懷有身孕，聯絡不上羅平遠，平遠母親則懷疑孩子的來歷，並用錢打發她，當日她才想要一死了之。一日安妮不告而別，程偉四處探詢卻在途中出了嚴重車禍。
兩人再見面時，安妮已經開始新生活，用何莉文的本名在中橫松鶴部落教書，而程偉則因為實習來到松鶴開拓中橫，失憶的程偉和揮別過去的莉文，看似能夠重新開展戀情，而此時羅平遠卻回來找莉文，希望帶她同赴美國，並把兩人的過去告訴了程偉.....

## 演員列表
- 林鳳嬌 飾 何莉文 （酒廊藝名：安妮）
- 鍾鎮濤 飾 程偉
- 胡家瑋 (童星) 飾 小瑛 （程偉的妹妹）
- 段亦祥 飾 小康（程偉的弟弟）
- 崔福生 飾 鄰居董伯伯
- 郎雄 飾 何莉文的父親
- 陳友 飾 屏屏 （程偉的妹夫）
- 龐祥麟 飾 羅平遠
- 謝自生 飾 醫生
- 劉靜敏 (演員) 飾 程偉的妹妹
- 萬杰 飾
- 束連方 飾
- 李波 (演員) 飾 程偉的同學

## 拍攝地點
- 台北車站
- 台北忠孝橋
- 台北金台北西餐廳
- 淡水榕堤水灣餐廳
- 淡水波羅旺麵包店
- 新北金山養鱒場
- 台中博愛國小
- 台中台灣基督長老教會博愛教會
- 台中松鶴吊橋

## 外部連結
- 開眼電影網上《天涼好個秋》的資料（繁體中文）
- 香港影庫上《天涼好個秋》的資料（繁體中文）
- 互联网电影数据库（IMDb）上《天涼好個秋》的资料（英文）